# Campionato tedesco di calcio
Il campionato tedesco di calcio (in tedesco Fußball-Ligasystem in Deutschland) è posto sotto l'egida della DFB, la federazione calcistica della Germania. Il sistema calcistico tedesco consiste in una serie di leghe correlate gerarchicamente tramite promozioni e retrocessioni. Al vertice del sistema calcistico tedesco figura la Bundesliga, massima divisione a 18 squadre.

## Struttura
Il campionato tedesco prevede le seguenti divisioni, le prime due gestite dalla Bundesliga professionistica:
1. Erste Bundesliga (letteralmente prima lega federale), meglio nota come Bundesliga - a 18 squadre
2. Zweite Bundesliga (letteralmente seconda lega federale) - a 18 squadre
3. 3. Liga (letteralmente terza lega) - a 20 squadre
4. Regionalliga (letteralmente lega regionale), divisa in cinque gironi, Nord, Nordost, West, Südwest e Bayern
5. Oberliga (letteralmente lega superiore), con 14 suddivisioni dilettantistiche

Le ultime due classificate della Bundesliga retrocedono nella Zweite Bundesliga e sono rimpiazzate dalle prime due classificate in Zweite Bundesliga. La sedicesima classificata della Bundesliga e la terza classificata della Zweite Bundesliga giocano uno spareggio promozione-retrocessione in due partite (andata e ritorno). Stesso sistema accade nella Zweite Bundesliga e le ultime due retrocedono nella 3. Liga.
La 3. Liga è il livello più alto dove è concesso di giocare alle squadre di riserve della Bundesliga. Le squadre-riserve sono spesso chiamate "squadre dilettantistiche", ma impropriamente, dato che si tratta a tutti gli effetti di club professionistici, dipendenti dalle ben più note squadre della Bundesliga.
La Regionalliga è dalla stagione 2008-2009 il quarto livello del calcio tedesco ed è diviso in cinque gironi: Nord, West, Nordost, Südwest e Bayern.
Il quinto livello del sistema calcistico tedesco è la Oberliga. In verità vi sono quattordici Divisioni Oberliga (Oberliga Hamburg, Bremen-Liga, Schleswig-Holstein-Liga, Niedersachsenliga-West, Niedersachsenliga-Ost, Oberliga NOFV-Nord, Oberliga NOFV-Süd, NRW-Liga, Oberliga Südwest, Hessenliga, Oberliga Baden-Württemberg, Bayernliga). Il sistema dei campionati al di sotto della Oberliga rispecchia la struttura federale della Federazione calcistica tedesca e la sua suddivisione in 33 associazioni calcistiche regionali con rispettive divisioni. Il nome di queste divisioni può variare da zona a zona; per esempio nel lander bavarese sono presenti le Landesliga, in quello dell'Assia sono presenti le Verbandsliga mentre in quello della città Stato di Brema al sesto livello ci sono le Landesliga. La loro area geografica di competenza corrisponde in larga misura alla struttura territoriale della Germania post-bellica della metà degli anni quaranta, quando furono fondate.
A causa dell'autonomia delle associazioni regionali i livelli del sistema subordinato alla Verbandsliga differiscono per nome, dimensione e area geografica coperta. Qui al piano più basso c'è la cosiddetta Kreisklasse, il livello distrettuale, con un numero di sottodivisioni gerarchiche variabile da uno a cinque. Di queste sottodivisioni la più bassa si colloca dall'undicesimo al quattordicesimo livello del sistema calcistico della Germania.

## Sviluppo storico

### 1903 - 1934
Fino alla fondazione della Federazione calcistica della Germania erano numerosi e vari i campionati regionali e distrettuali. Bisogna attendere il 1906 per osservare una maggiore selezione nelle squadre partecipanti al campionato tedesco, che fu disputato come torneo finale unico fino alla costituzione della Bundesliga.
La frammentazione si rispecchiava nella suddivisione in sette regioni, ciascuna con un proprio campionato regionale (i quali erano anch'essi giocati secondo il formato di un torneo di coppa). Fino al 1924 solo i campioni regionali e i detentori del campionato tedesco si qualificavano al campionato nazionale. In quell'anno il numero delle squadre partecipanti al torneo finale fu aumentato a 16.
Non essendo state stabilite massime divisioni a carattere regionale, il sistema di tante leghe e serie parallele continuò ad esistere sino alla stagione 1933-1934.

### 1934 - 1944
Con l'istituzione del Nazionalsocialismo in Germania nel 1933, forti furono le tendenze a centralizzare anche il sistema delle competizioni calcistiche del paese. Così nel 1934 fu inaugurata la Gauliga (lega di contea), strutturata in 16 divisioni di primo livello e di forza simile, create per rimpiazzare le oltre trenta divisioni preesistenti. Ogni squadra campione della sua Gauliga si qualificava per il campionato tedesco vero e proprio.
Il numero di Gauliga istituite aumentò a 31 nel 1944, a causa della divisione delle leghe dettata da motivazioni economiche (costi di trasporto) e dalle annessioni territoriali (seconda guerra mondiale).

### 1947 - 1963
Dopo la seconda guerra mondiale il sistema delle Oberliga si sviluppò ulteriormente con i campionati delle zone di occupazione. Le squadre prime classificate nelle prime cinque divisioni di massimo livello (Nord, West, Südwest, Süd, Berlin), e spesso anche le seconde si qualificavano per il campionato tedesco. Dal 1947 al 1991 la Repubblica Democratica Tedesca ebbe il suo sistema calcistico, che però non è riconosciuto dall'attuale Federcalcio tedesca.

### 1963 - 1973
Sin dal 1930 era in programma l'istituzione di una lega di livello massimo a carattere nazionale, ma questi piani fallirono a causa dell'opposizione delle associazioni calcistiche regionali, relativamente forti e influenti.
Nell'estate del 1962, sull'eco della sconfitta della Germania nei quarti di finale del campionato del mondo 1962 contro la Jugoslavia, la Federazione calcistica tedesca decise di istituire la Bundesliga, una lega calcistica professionistica a carattere nazionale. La precedente Oberliga si tramutò in Regionalliga, il secondo livello del sistema calcistico della Germania.
Le sue cinque divisioni parallele (Nord, West, Südwest, Süd, Stadtliga Berlin) corrispondevano alle precedenti divisioni della Oberliga.
Nei primi anni di vita la Bundesliga ebbe 16 membri, che salirono a 18 nel 1965. Erano due le squadre retrocesse ogni anno in Regionalliga. Le prime due classificate di ogni divisione Regionalliga e il campione di Berlino Ovest si contendevano la promozione in Bundesliga in un torneo apposito strutturato in due gruppi. La squadra vincitrice era promossa in Bundesliga.

### 1974 - 1981
Ben presto fu evidente come il divario tra la Bundesliga, pienamente professionistica, e le cinque divisioni di Regionalliga, dove erano in competizione anche le squadre semi-professionistiche e amatoriali, fosse troppo largo. Le squadre retrocesse dalla Bundesliga rischiavano seriamente di fallire.
Alcune società tentarono di evitare questa fine con comportamenti fraudolenti, che condussero allo scandalo della Bundesliga del 1971.
Per diminuire la forbice tra il primo e il secondo livello fu introdotta la Zweite Bundesliga, che è divisa in due divisioni (Nord e Sud) da 20 squadre ciascuna. Le vincitrici delle due divisioni e la squadra che vince lo spareggio tra le due seconde classificate erano promosse in Bundesliga, mentre erano tre le squadre a retrocedere dalla Bundesliga.

### 1981 - 1994
Nel 1981 le due divisioni della Zweite Bundesliga furono fuse in una divisione nazionale a 20 squadre.
Nel 1991, con l'unificazione dei format dei campionati della Repubblica Federale di Germania e della Repubblica Democratica Tedesca, il numero di squadre della Bundesliga salì a 20 (con l'adesione di 2 squadre della Germania Est: Hansa Rostock e Dinamo Dresda) nel primo e a 24 (con l'adesione di 6 squadre: Lipsia, Chemnitzer, Carl Zeiss Jena, Rot-Weiss Erfurt, Hallescher, Stahl Brandenburg) nel secondo, ecco perché la Zweite Bundesliga fu strutturata in due divisioni parallele per una stagione. 
Nel 1992 il numero di squadre della Bundesliga diminuì nuovamente a 18, con quattro retrocessioni e solo due promozioni dal secondo livello. La Zweite Bundesliga fu disputata per un'altra stagione da 24 squadre in una divisione, poi passò a 20 squadre nel 1993 e a 18 nel 1994.

### 1994 - 2000
Nel 1994 la Regionalliga tornò ad essere il terzo livello del sistema calcistico tedesco. Fu articolata in quattro divisioni (Nord, Nordost, West/Südwest, Süd). Erano quattro le promozioni in Zweite Bundesliga. All'inizio le squadre promosse erano le vincitrici delle quattro divisioni, ma in seguito, con la decisione di promuovere direttamente una delle due seconde classificate nella divisione Süd e in quella West, le compagini prime classificate nelle divisioni Nord e Nordost dovettero contendersi un posto in Zweite Bundesliga in uno spareggio.

### 2000 - 2008
Dal 2000 al 2008 ci furono solo due divisioni di Regionalliga (Nord e Sud). Erano promossi in Zweite Bundesliga i vincitori e i secondi classificati delle due divisioni.

### La riforma del 2008
Nell'estate 2006 la Federazione calcistica tedesca decise di istituire un'ulteriore lega di livello nazionale da collocare al terzo gradino del sistema calcistico tedesco, al posto della Regionalliga. La Dritte Bundesliga (Terza Bundesliga) fu formata da 20 squadre che si qualificarono per la stagione 2007/08 della Regionalliga. Fu deciso che potevano partecipare a questa lega al massimo quattro squadre di riserve. 
La squadra vincitrice del campionato e la seconda classificata sono promosse direttamente in  Zweite Bundesliga. La terza classificata gioca uno spareggio con la terzultima classificata in Zweite Bundesliga.
La Regionalliga continuò ad esistere come quarto livello del sistema calcistico e fu divisa dal 2008 al 2012 in tre divisioni: Nord, West e Süd mentre dal 2012 una nuova riforma la suddivise in 5 sezioni: Nord, Nordost, West, Südwest e Bayern. I nuovi campionati della Regionalliga non sono più gestiti dalla DFB ma da associazioni di lega, i comitati regionali e quello bavarese.

## Lo schema fino al 2008
|        | Germania                 | Germania Ovest | Germania Ovest | Germania Ovest | Germania    | Germania     | Germania Est  |
| Classe | dal 1994                 | 1974-1994      | 1963-1974      | 1946-1963      | 1933-1945   | 1903-1932    | DDR 1949-1991 |
| I      | Bundesliga               | Bundesliga     | Bundesliga     | Oberliga       | Gauliga     | Verbandsliga | DDR Oberliga  |
| II     | 2.Bundesliga             | 2.Bundesliga   | Regionalliga   | 2.Oberliga     | Bezirksliga | Bezirksliga  | DDR Liga      |
| III    | Regionalliga             | Am. Oberliga   | 1.Amateurliga  | ▼ ???          | ▼ ???       | ▼ ???        | DDR 2.Liga    |
| IV     | Oberliga                 | Verbandsliga   | 2.Amateurliga  |                |             |              | Bezirksliga   |
| V      | Landesliga/Verbandsligaˡ | Landesliga     | ▼ ???          |                |             |              | ▼ ???         |
| VI     | Bezirksoberliga          | ▼ ???          |                |                |             |              |               |
| VII    | Bezirksliga              |                |                |                |             |              |               |
| VIII   | Kreisliga ˡˡ             |                |                |                |             |              |               |
| IX     | Kreisklasse A ˡˡ         |                |                |                |             |              |               |
| X      | Kreisklasse B ˡˡ         |                |                |                |             |              |               |
| XI     | Kreisklasse C            |                |                |                |             |              |               |

ˡ In alcune zone detta Landesliga, in altre Verbandsliga.
|-
ˡˡ In alcune zone detta Kreisliga A, Kreisliga B o Kreisliga C.
La struttura delle leghe è cambiata frequentemente e rispecchia il grado di partecipazione allo sport in varie parti del paese. Nei primi anni novanta i cambiamenti furono causati dalla  riunificazione della Germania e dalla conseguente integrazione dei campionati nazionali di Germania Est e Germania Ovest. Tutti questi livelli sono interconnessi per mezzo di promozioni e retrocessioni. Il diagramma di seguito riportato mostra il funzionamento di queste connessioni reciproche per i primi cinque livelli.
NOTA
L'effettivo numero di club promossi e retrocessi al di sotto della Regionalliga è soggetto a frequenti cambiamenti ad opera della Federazione calcistica tedesca.

## Lo schema dal 2012
| Serie | Campionato                                            | Campionato                                   | Campionato                          | Campionato                          | Campionato                          | Campionato                          | Campionato                          | Campionato                          | Campionato                          |
| 1-Pro | Bundesliga 18 squadre                                 | Bundesliga 18 squadre                        | Bundesliga 18 squadre               | Bundesliga 18 squadre               | Bundesliga 18 squadre               | Bundesliga 18 squadre               | Bundesliga 18 squadre               | Bundesliga 18 squadre               | Bundesliga 18 squadre               |
|       | ↑↓ 2-3 squadre (a seconda dell'esito dello spareggio) |                                              |                                     |                                     |                                     |                                     |                                     |                                     |                                     |
| 2-Pro | 2. Bundesliga 18 squadre                              | 2. Bundesliga 18 squadre                     | 2. Bundesliga 18 squadre            | 2. Bundesliga 18 squadre            | 2. Bundesliga 18 squadre            | 2. Bundesliga 18 squadre            | 2. Bundesliga 18 squadre            | 2. Bundesliga 18 squadre            | 2. Bundesliga 18 squadre            |
|       | ↑↓ 2-3 squadre (a seconda dell'esito dello spareggio) |                                              |                                     |                                     |                                     |                                     |                                     |                                     |                                     |
| 3-Pro | 3. Liga 20 squadre                                    | 3. Liga 20 squadre                           | 3. Liga 20 squadre                  | 3. Liga 20 squadre                  | 3. Liga 20 squadre                  | 3. Liga 20 squadre                  | 3. Liga 20 squadre                  | 3. Liga 20 squadre                  | 3. Liga 20 squadre                  |
|       | ↑↓ 4 squadre                                          |                                              |                                     |                                     |                                     |                                     |                                     |                                     |                                     |
| 4     | Regionalliga 90 squadre in 5 gironi                   | Regionalliga 90 squadre in 5 gironi          | Regionalliga 90 squadre in 5 gironi | Regionalliga 90 squadre in 5 gironi | Regionalliga 90 squadre in 5 gironi | Regionalliga 90 squadre in 5 gironi | Regionalliga 90 squadre in 5 gironi | Regionalliga 90 squadre in 5 gironi | Regionalliga 90 squadre in 5 gironi |
|       | ↑↓ 1 squadra (spareggio)                              | ↑↓ 1 squadra                                 | ↑↓ 1 squadra                        | ↑↓ 1 squadra                        | ↑↓ 2 squadre                        | ↑↓ 1 squadra                        | ↑↓ 1 squadra                        | ↑↓ 1 squadra                        | ↑↓ 1 squadra                        |
| Reg.  | Schleswig-Holstein-Liga Oberliga Hamburg Bremen-Liga  | Niedersachsenliga-West Niedersachsenliga-Ost | Oberliga NOFV-Nord                  | Oberliga NOFV-Süd                   | NRW-Liga                            | Oberliga Südwest                    | Hessenliga                          | Oberliga Baden-Württemberg          | Bayernliga A e B                    |
| Reg.  | Landesliga                                            | Landesliga                                   | Landesliga                          | Landesliga                          | Verbandsliga                        | Verbandsliga                        | Verbandsliga                        | Verbandsliga                        | Verbandsliga                        |